# Sortelha
Sortelha is een plaats (freguesia) in de Portugese gemeente Sabugal en telt 579 inwoners (2001). De stad heeft een ommuurd historisch deel, dat goed bewaard is gebleven.

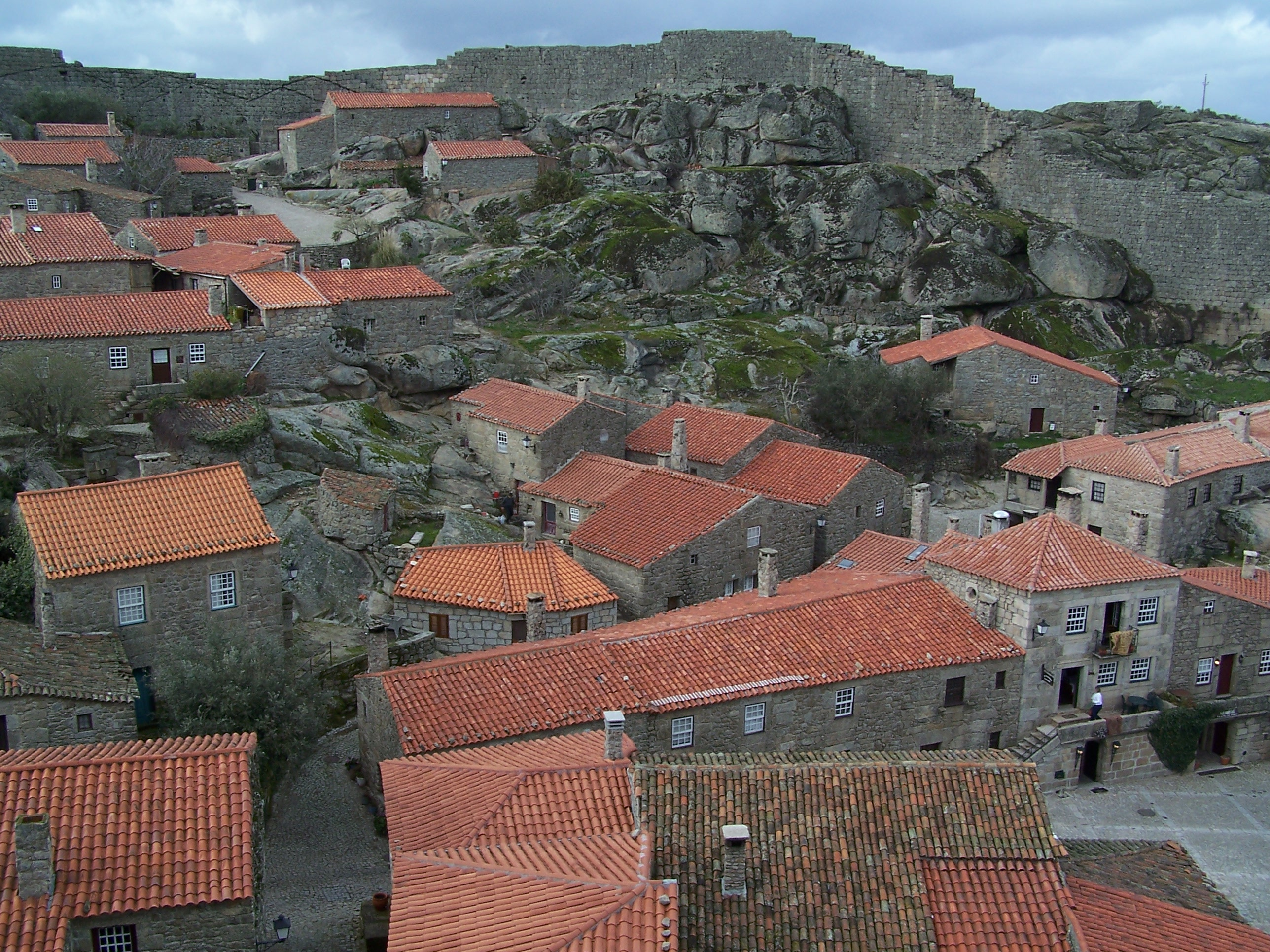
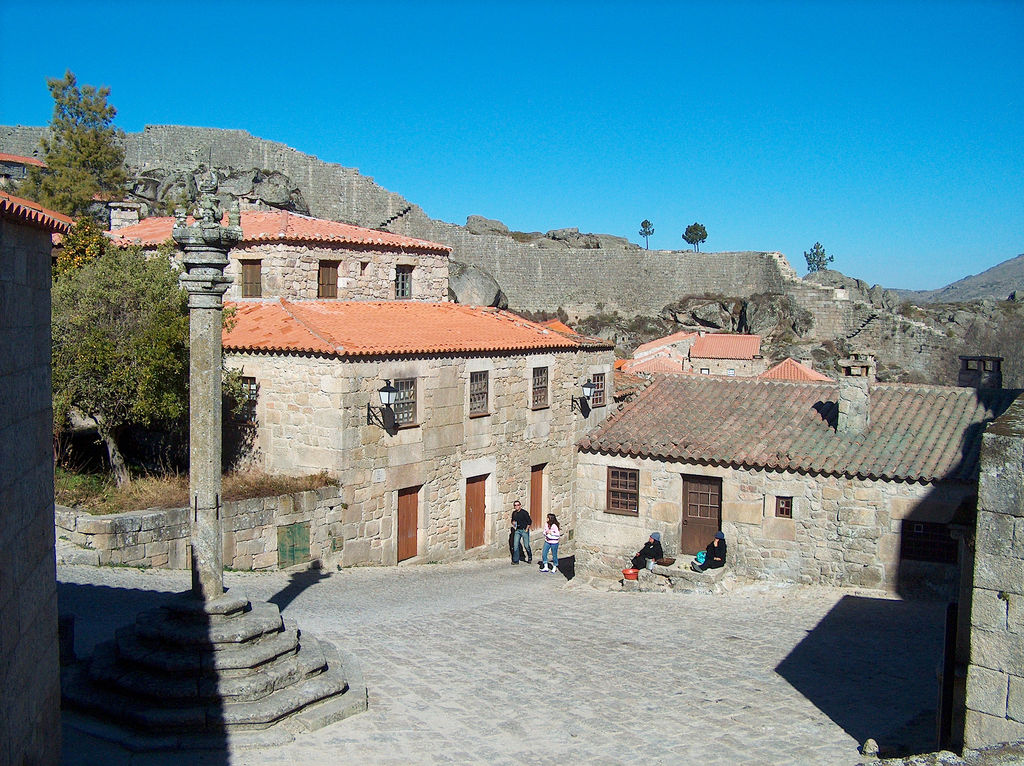
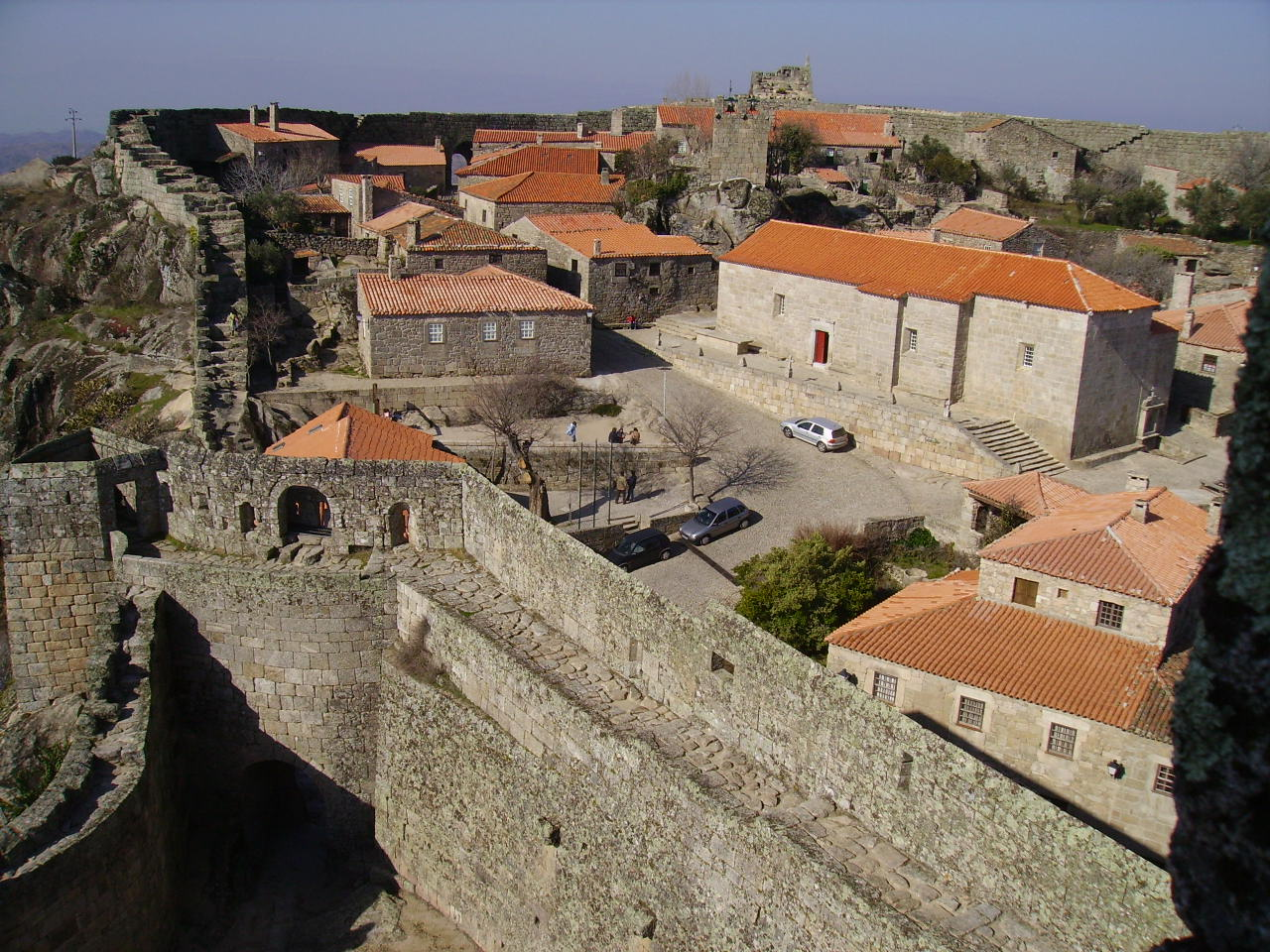
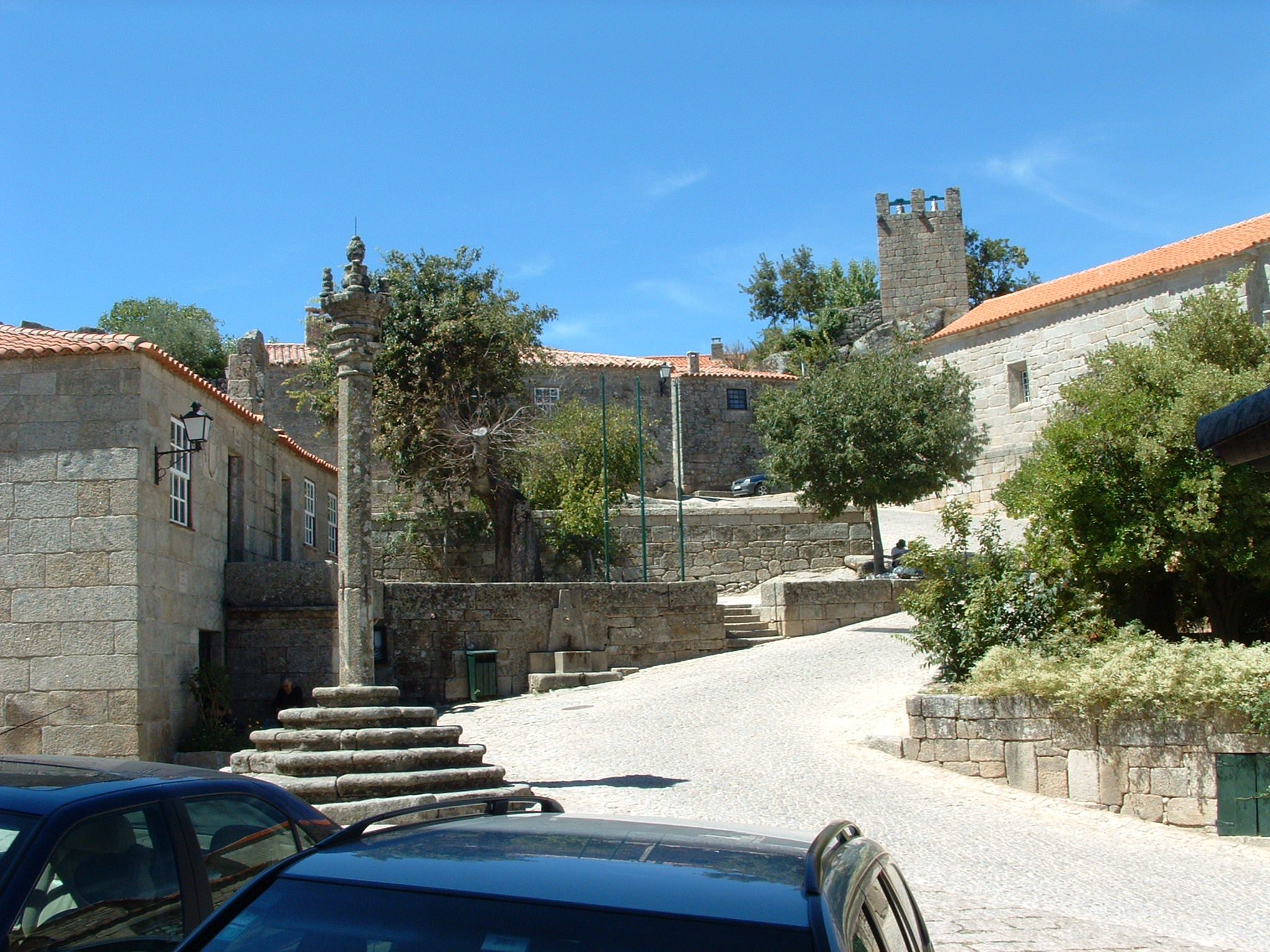